# Saint-Marcel Vernon Handball
Maillots
Actualités
Le Saint-Marcel Vernon handball est un club de handball basé à Vernon (Eure).
Après avoir évolué durant la saison 2006/2007 en Division 1, le club oscille depuis entre la Nationale 1 et la Division 2.
Les rouges et bleus évoluent à la salle du Grévarin, surnommée « le chaudron », qui est désormais dimensionnée pour accueillir 1 300 spectateurs.

## Historique
Le Saint-Marcel Vernon Handball est le résultat de la fusion en 1998 de la section handball du SPN Vernon et du Saint-Marcel, deux clubs distants d’à peine 5 kilomètres. Ces deux clubs évoluaient alors tous deux en Nationale 2 ou Nationale 3 ce qui donnait lieu à des « derbies » acharnés. Ces deux clubs assuraient une formation des jeunes permettant d'écumer les titres départementaux et régionaux. Dès 1995, des ententes sont mises en place et, après de nombreuses rencontres entre les deux clubs, le comité de l'Eure, la ligue de Normandie et la fédération française de handball, la création du SMV porte Normande est publiée dans le Journal officiel du 4 juin 1998 avec pour base 220 licenciés par club donc 440 licenciés, une subvention de fonctionnement paritaire entre les deux communes, une politique de formation des jeunes toujours primordiale et une équipe fanion en Nationale 3.
La fusion porte ses fruits et les objectifs d’avoir une équipe à haut niveau se concrétisent puisque l’équipe première masculine va devenir championne de France de Nationale 3 en 2001. Grâce notamment à l'ancien Barjot Denis Lathoud (entraîneur de décembre 2002 à 2005) puis de Dragan Zovko (entraîneur de 2005 à 2008), le club va monter de 4 divisions en cinq ans pour atteindre le plus haut-niveau national en mai 2006 avec un titre de Champion de France de 2e division. Il faut alors une restructuration du gymnase du Grévarin pour respecter le cahier des charges de la fédération : la CAPE, la région Haute-Normandie et le département de l’Eure s’en sont chargés dans les plus brefs délais.
Néanmoins, le SMV handball ne fera qu'une seule saison en D1 en 2006-2007, malgré l'arrivée du croate Patrik Ćavar, ancien champion olympique avec l'équipe de Croatie.
Entre 2007 et 2017, le club oscille continuellement entre la Division 2 (6 saisons) et la  Nationale 1 (4 saisons).
En 2017, le club est vainqueur des Barrages d'accession de Nationale 1 et retrouve la Division 2 après trois saisons à l'étage inférieur. Le club assure son maintien en Proligue lors de l'avant dernière journée du championnat cette saison-là et lors de la dernière journée de la saison 2018-2019. Il est toutefois rétrogradé en Nationale 1 pour raison financières. Malgré plusieurs plans de restructuration, la CNCG rétrograde une nouvelle fois le club, après une saison en Nationale 1 Élite en Nationale 2 pour le compte de la saison 2020-2021.

## Parcours
| Saison    | Division | Rang | Remarque                                                                               |
| --------- | -------- | ---- | -------------------------------------------------------------------------------------- |
| 1998-1999 | Nat. 3   | ?    | Première saison du SMV Porte Normande                                                  |
| 1999-2000 | Nat. 3   | ?    | -                                                                                      |
| 2000-2001 | Nat. 3   | 1er  | Promu en Nationale 2                                                                   |
| 2001-2002 | Nat. 2   | ?    | -                                                                                      |
| 2002-2003 | Nat. 2   | 2e   | Promu en Nationale 1                                                                   |
| 2003-2004 | Nat. 1   | 2e   | Promu en Division 2                                                                    |
| 2004-2005 | Div. 2   | 4e   | -                                                                                      |
| 2005-2006 | Div. 2   | 1er  | Champion de D2 et promu en Division 1                                                  |
| 2006-2007 | Div. 1   | 14e  | Relégué en Division 2                                                                  |
| 2007-2008 | Div. 2   | 6e   | -                                                                                      |
| 2008-2009 | Div. 2   | 14e  | -                                                                                      |
| 2009-2010 | Nat. 1   | 1er  | Premier de la poule 1 et vainqueur en finale de Nationale 1 face à Besançon.           |
| 2010-2011 | Div. 2   | 4e   | -                                                                                      |
| 2011-2012 | Div. 2   | 5e   | Battu par Billère lors des Play-off.                                                   |
| 2012-2013 | Div. 2   | 6e   | -                                                                                      |
| 2013-2014 | Div. 2   | 11e  | Rétrogradé en N1 pour non-respect des nouveaux critères financiers.                    |
| 2014-2015 | Nat. 1   | 4e   | 1er de la poule 2, 4e des barrages d'accession derrière Pontault-C., Limoges et Saran. |
| 2015-2016 | Nat. 1   | 6e   | 3e de la poule 2                                                                       |
| 2016-2017 | Nat. 1   | 1er  | Premier de la poule 2 en 1re phase, puis vainqueur des barrages d'accession.           |
| 2017-2018 | Div. 2   | 7e   | Quarts de finaliste en Coupe de France                                                 |
| 2018-2019 | Div. 2   | 11e  | Rétrogradé en N1 pour raisons financières                                              |
| 2019-2020 | Nat. 1   | 1er  | Rétrogradé en N2 pour raisons financières                                              |
| 2020-2021 | Nat. 2   | NC   | Saison arrêtée en raison du COVID-19                                                   |
| 2021-2022 | Nat. 2   | 1er  | Premier de sa poule. Montée en N1                                                      |
| 2022-2023 | Nat. 1   | 3e   | 3e de la poule 2                                                                       |
| 2023-2024 | Nat. 1   | 7e   | 7e de la poule 2. Refus du club de s'engager en N1 pour raisons financières            |
| 2024-2025 | Nat. 2   | -    |                                                                                        |

## Palmarès
| Compétitions nationales | Compétitions internationales |
| - Championnat de France de Division 2 (1) : - Champion : 2006 - Championnat de France de Nationale 1 (2) : - Champion : 2010 et 2017 - Vice-champion : 2004 - Championnat de France de Nationale 2 (0) - Vice-champion : 2003 - Championnat de France de Nationale 3 (1) - Champion : 2001 | Néant                        |
| - Championnat de France de Division 2 (1) : - Champion : 2006 - Championnat de France de Nationale 1 (2) : - Champion : 2010 et 2017 - Vice-champion : 2004 - Championnat de France de Nationale 2 (0) - Vice-champion : 2003 - Championnat de France de Nationale 3 (1) - Champion : 2001 | Compétitions de jeunes       |
| - Championnat de France de Division 2 (1) : - Champion : 2006 - Championnat de France de Nationale 1 (2) : - Champion : 2010 et 2017 - Vice-champion : 2004 - Championnat de France de Nationale 2 (0) - Vice-champion : 2003 - Championnat de France de Nationale 3 (1) - Champion : 2001 | Néant                        |

## Personnalités liées au club

### Joueurs célèbres
Parmi les joueurs célèbres ayant évolué au club, on trouve :
- Nerijus Atajevas : de 2014 à 2016 ;
- Johann Boisedu : de 2005 à 2007 ;
- Patrik Ćavar : de janvier 2006 à 2007 ;
- Samuel Clementia : de 2015 à 2018 et de 2019 à 2020 ;
- Slaviša Đukanović : de 2004 à 2006 ;
- Jérôme Delaporte : de 2001 à 2010 ;
- Fernando Gabriel García : de 2011 à 2020 ;
- Veljko Inđić : de 2014 à 2020 ;
- Mario Kelentrić (de) : de 2006 à 2007 ;
- Mathieu Lanfranchi : de 2005 à 2008 ;
- Denis Lathoud : de décembre 2002 à 2005 ;
- Timothey N'Guessan : de 2008 à 2011 ;
- Sébastien Quintallet : de 2007 à 2014 ;
- Denis Tristant : joueur du SPN Vernon avant 1983 ;
- Semir Zuzo : de 2012 à 2014.

### Historique des entraîneurs
| Période      | Entraîneur       | Nationalité | Palmarès                          |
| ------------ | ---------------- | ----------- | --------------------------------- |
| 1998-12/2002 | ?                |             |                                   |
| 12/2002-2005 | Denis Lathoud    | France      | Promotion en Nationale 1 puis D2  |
| 2005-2008    | Dragan Zovko     | Croatie     | Champion de France de D2          |
| 2008-2009    | Denis Tristant   | France      |                                   |
| 2009-2010    | Christian Mano   | France      | Champion de France de Nationale 1 |
| 2010-2011    | Benjamin Pavoni  | France      | Aucun                             |
| 2011-2015    | Jérôme Delaporte | France      | Aucun                             |
| 2015-2019    | Benjamin Pavoni  | France      | Champion de France de Nationale 1 |
| 2019-2020    | Benoît Guillaume | France      |                                   |
| 2020-?       | Jérôme Delaporte | France      |                                   |

### Supporters
À Vernon, les groupes de supporters présent au Grévarin sont les Accros, les Ultras, les Viking of Firms, les SMV Addict Powerfull et dorénavant les Blue Reds Leopards.

## Divers

### Gymnase

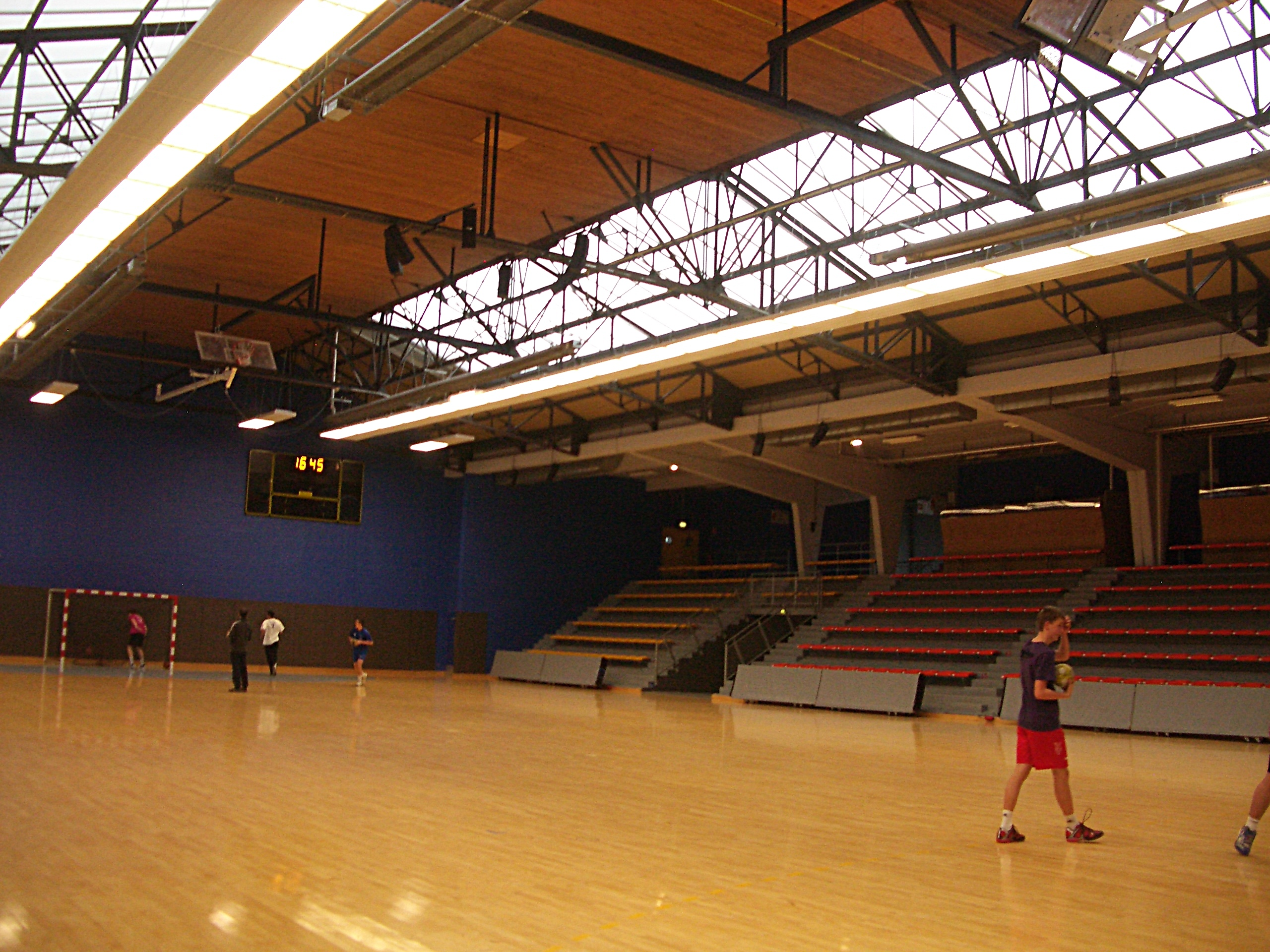
Salle du Grévarin.

Le SMV évolue depuis sa création dans le Grévarin, surnommé le chaudron. Inauguré en 1963, il a subi d'importantes rénovations à l'occasion de la montée du club en Division 1. Il est à présent doté d'une capacité de 1 000 places assises et 300 debout.
Au cours de l'été 2020, le parquet du gymnase a été entièrement changé et remplacé par un Gerflor bleu.

### Identité visuelle

??-??
Jusqu'à 2021.